# Aeroportul Kitale
Aeroportul Kitale (IATA: KTL, ICAO: HKKT) este un aeroport din Kitale, Provincia Rift Valley, Kenya.
Situat la o altitudine de 1.850 m, aeroportul dispune de o singură pistă.